# Nézel
Nézel est une commune française située dans le département des Yvelines en région Île-de-France, à 12 km au sud-est de Mantes-la-Jolie.
Ses habitants sont appelés les Nézellois.

## Géographie

### Situation
La commune de Nézel, la deuxième plus petite commune des Yvelines par sa superficie, est blottie sur la rive droite de la vallée de la Mauldre, face à la commune de La Falaise sur l'autre rive.

### Hydrographie
- La Mauldre, affluent de la Seine, longe la limite occidentale de la commune.

### Communes limitrophes
| Épône      |                    | Aubergenville |
| La Falaise | Nézel              |               |
|            | Aulnay-sur-Mauldre |               |

### Climat
Pour des articles plus généraux, voir Climat de l'Île-de-France et Climat des Yvelines.
En 2010, le climat de la commune est de type climat océanique dégradé des plaines du Centre et du Nord, selon une étude du CNRS s'appuyant sur une série de données couvrant la période 1971-2000. En 2020, Météo-France publie une typologie des climats de la France métropolitaine dans laquelle la commune est exposée à un climat océanique et est dans la région climatique Sud-ouest du bassin Parisien, caractérisée par une faible pluviométrie, notamment au printemps (120 à 150 mm) et un hiver froid (3,5 °C).
Pour la période 1971-2000, la température annuelle moyenne est de 10,7 °C, avec une amplitude thermique annuelle de 14,2 °C. Le cumul annuel moyen de précipitations est de 695 mm, avec 10,9 jours de précipitations en janvier et 8 jours en juillet. Pour la période 1991-2020, la température moyenne annuelle observée sur la station météorologique la plus proche, située sur la commune de Maule à 3 km à vol d'oiseau, est de 11,8 °C et le cumul annuel moyen de précipitations est de 677,0 mm,. Pour l'avenir, les paramètres climatiques de la commune estimés pour 2050 selon différents scénarios d'émission de gaz à effet de serre sont consultables sur un site dédié publié par Météo-France en novembre 2022.
| Mois                                  | jan.             | fév.           | mars         | avril         | mai           | juin           | jui.         | août           | sep.            | oct.            | nov.           | déc.           | année      |
| ------------------------------------- | ---------------- | -------------- | ------------ | ------------- | ------------- | -------------- | ------------ | -------------- | --------------- | --------------- | -------------- | -------------- | ---------- |
| Température minimale moyenne (°C)     | 1,7              | 1,3            | 3,1          | 4,9           | 8,5           | 11,6           | 13,4         | 13,1           | 10,1            | 7,7             | 4,4            | 2,1            | 6,8        |
| Température moyenne (°C)              | 4,7              | 5,1            | 8            | 10,8          | 14,4          | 17,7           | 19,8         | 19,5           | 16,1            | 12,2            | 7,8            | 5,1            | 11,8       |
| Température maximale moyenne (°C)     | 7,7              | 8,9            | 12,9         | 16,7          | 20,4          | 23,7           | 26,2         | 26             | 22              | 16,8            | 11,3           | 8              | 16,7       |
| Record de froid (°C) date du record   | −17,2 17.01.1985 | −14,5 07.02.12 | −12 13.03.13 | −5,4 06.04.21 | −2 03.05.1967 | 0,5 05.06.1991 | 5 11.07.1990 | 3,5 28.08.1974 | 0 30.09.18      | −5,2 30.10.1985 | −10 24.11.1998 | −15 31.12.1970 | −17,2 1985 |
| Record de chaleur (°C) date du record | 16 01.01.22      | 21 27.02.19    | 27 31.03.21  | 30 21.04.18   | 33 27.05.05   | 38 27.06.11    | 43 25.07.19  | 41 10.08.03    | 37,5 03.09.1973 | 30,5 01.10.11   | 22,5 01.11.14  | 17 07.12.00    | 43 2019    |
| Précipitations (mm)                   | 57,3             | 49,6           | 50,9         | 46,5          | 65,4          | 56             | 53           | 52,8           | 46              | 65,3            | 61,3           | 72,9           | 677        |

## Urbanisme

### Typologie
Au 1er janvier 2024, Nézel est catégorisée ceinture urbaine, selon la nouvelle grille communale de densité à sept niveaux définie par l'Insee en 2022.
Elle appartient à l'unité urbaine d'Épône, une agglomération intra-départementale regroupant sept  communes, dont elle est une commune de la banlieue,,. Par ailleurs la commune fait partie de l'aire d'attraction de Paris, dont elle est une commune de la couronne,. Cette aire regroupe 1 929 communes,.

### Occupation des solssimplifiée
Le territoire de la commune se compose en 2017 de 60,06 % d'espaces agricoles, forestiers et naturels, 11,81 % d'espaces ouverts artificialisés et 27,13 % d'espaces construits artificialisés.

### Voies de communication et transports

#### Réseau routier
La commune est desservie par la RD 191, qui relie Mantes-la-Jolie à Rambouillet.

#### Desserte ferroviaire

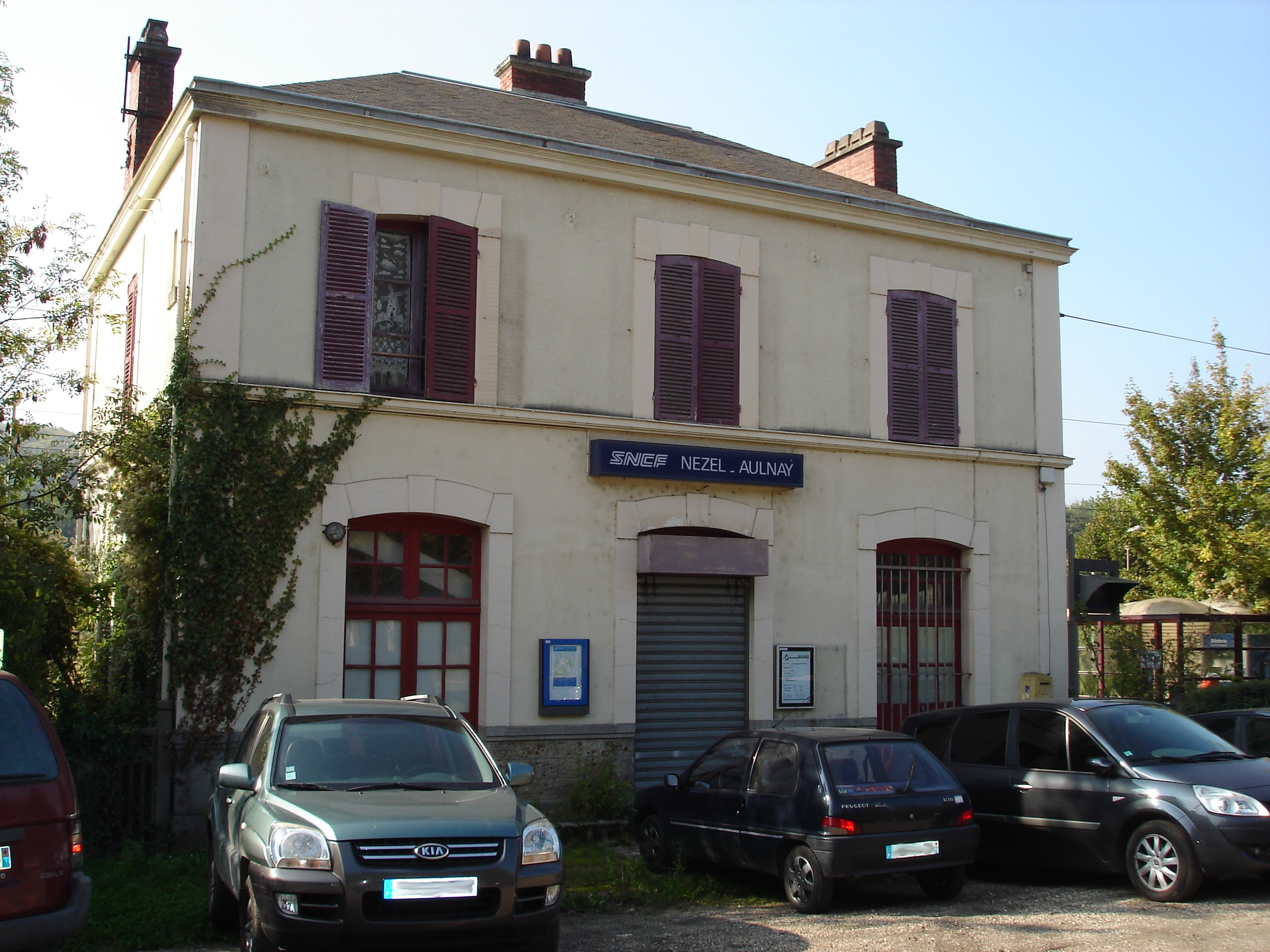
La gare de Nézel-Aulnay.

La commune possède sa propre gare, sur la ligne de la vallée de la Mauldre (Paris-Montparnasse-Mantes-la-Jolie).

#### Autocars
La commune est desservie par :
- la ligne 34 du réseau de bus du Mantois ;
- les lignes 13, 18, 511 et 512 du réseau de bus Centre et Sud Yvelines.

## Toponymie
Le nom de la localité est attesté sous les formes Noisi et Nezeel vers 1205 ; Neseel en 1389.
Il s'agit d'une forme diminutive en -el du toponyme Noisy [-le-Roi], situé à une vingtaine de kilomètres.
Remarques : la forme Nézel au lieu du Noisel attendu ne doit pas surprendre, car elle résulte de l'alternance ei / oi en ancien français. Le redoublement du -e- dans les formes primitives du type Neseel correspond la trace laissée par le -(e)i originel de Noisei ou Noisi, devenu e par assimilation avec celui du suffixe -el. Quant aux diminutifs en -el de noms de lieux proches ou voisins, ils sont relativement fréquents, par exemple Beaumontel à Beaumont-le-Roger (Eure).

## Histoire
- Site habité depuis l'époque néolithique (outils de silex taillés et polis).
- Au Xe siècle, propriété des seigneurs d'Epône, de Mezières, d'Aulnay puis d'Aubergenville.
- À partir du début du XVe siècle, la famille Thomassin de Nézel occupe le territoire pendant plus de deux siècles.
- Durant l'été 2020, 3 500 pieds de vigne sont plantés sur le territoire de la commune, renouant ainsi avec son ancienne tradition viticole[14].

## Politique et administration

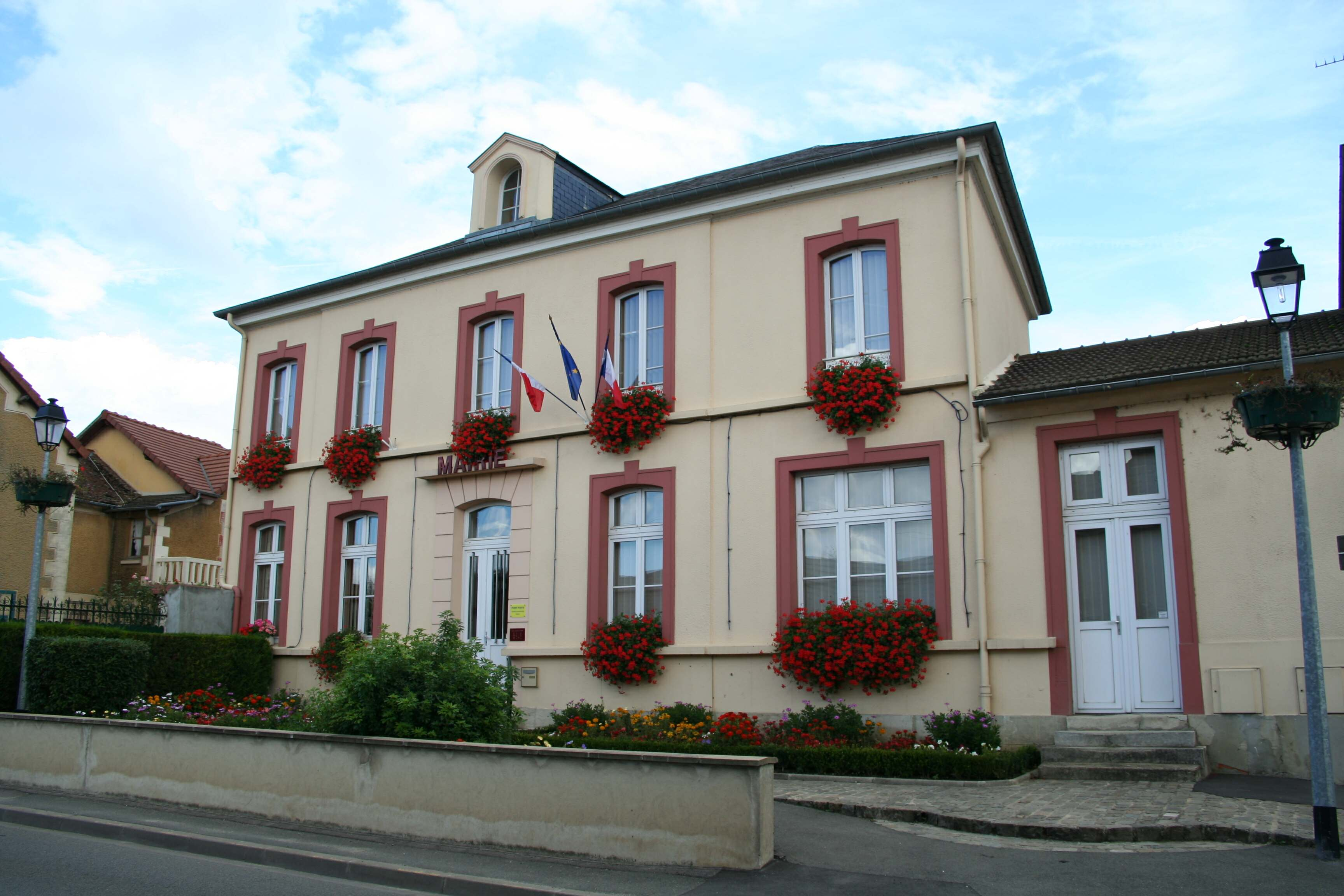
La mairie.

### Liste des maires
| Période                                  | Période  | Identité         | Étiquette | Qualité |
| ---------------------------------------- | -------- | ---------------- | --------- | ------- |
| Les données manquantes sont à compléter. |          |                  |           |         |
| mars 1995                                | 2008     | Gilbert Lair     |           |         |
| mars 2008                                | En cours | Dominique Turpin |           |         |

### Instances administratives et judiciaires
La commune de Nézel appartient au canton d'Aubergenville et est rattachée à la communauté urbaine Grand Paris Seine et Oise.
Sur le plan électoral, la commune est rattachée à la neuvième circonscription des Yvelines, circonscription à dominante rurale du nord-ouest des Yvelines.
Sur le plan judiciaire, Nézel fait partie de la juridiction d’instance de Mantes-la-Jolie et, comme toutes les communes des Yvelines, dépend du tribunal de grande instance ainsi que de tribunal de commerce sis à Versailles,.

### Tendances politiques et résultats
| Scrutin             | Scrutin             | 1er tour | 1er tour | 1er tour | 1er tour | 1er tour  | 1er tour | 1er tour | 1er tour  | 1er tour | 1er tour | 1er tour | 1er tour | 2d tour | 2d tour | 2d tour | 2d tour | 2d tour | 2d tour |
| Scrutin             | Scrutin             | 1er      | 1er      | %        | 2e       | 2e        | %        | 3e       | 3e        | %        | 4e       | 4e       | %        | 1er     | 1er     | %       | 2e      | 2e      | %       |
| ------------------- | ------------------- | -------- | -------- | -------- | -------- | --------- | -------- | -------- | --------- | -------- | -------- | -------- | -------- | ------- | ------- | ------- | ------- | ------- | ------- |
| Présidentielle 2017 | Présidentielle 2017 |          | FN       | 27,23    |          | LR        | 19,80    |          | LFI       | 18,98    |          | EM       | 18,81    |         | EM      | 58,65   |         | FN      | 41,35   |
| Présidentielle 2022 | Présidentielle 2022 |          | RN       | 27,59    |          | LREM      | 24,43    |          | LFI       | 18,80    |          | REC      | 7,56     |         | LREM    | 51,20   |         | RN      | 48,80   |
| Législatives 2022   | 9e                  |          | RN       | 28,49    |          | MoDem-Ens | 24,13    |          | LFI-Nupes | 20,93    |          | LR       | 9,30     |         | RN      | 51,42   |         | MoDem   | 48,58   |
| Législatives 2024   | 9e                  |          | RN       | 41,53    |          | PS-NFP    | 20,56    |          | MoDem-Ens | 19,56    |          | LR       | 11,49    |         | RN      | 53,46   |         | PS      | 46,54   |

## Population et société

### Démographie

#### Évolution démographique
L'évolution du nombre d'habitants est connue à travers les recensements de la population effectués dans la commune depuis 1793. Pour les communes de moins de 10 000 habitants, une enquête de recensement portant sur toute la population est réalisée tous les cinq ans, les populations de référence des années intermédiaires étant quant à elles estimées par interpolation ou extrapolation. Pour la commune, le premier recensement exhaustif entrant dans le cadre du nouveau dispositif a été réalisé en 2007.

En 2022, la commune comptait 1 111 habitants, en évolution de +4,61 % par rapport à 2016 (Yvelines : +2,72 %, France hors Mayotte : +2,11 %).
| 1793 | 1800 | 1806 | 1821 | 1831 | 1836 | 1841 | 1846 | 1851 |
| ---- | ---- | ---- | ---- | ---- | ---- | ---- | ---- | ---- |
| 451  | 308  | 362  | 408  | 397  | 373  | 358  | 366  | 335  |

| 1856 | 1861 | 1866 | 1872 | 1876 | 1881 | 1886 | 1891 | 1896 |
| ---- | ---- | ---- | ---- | ---- | ---- | ---- | ---- | ---- |
| 340  | 325  | 344  | 365  | 343  | 365  | 345  | 336  | 341  |

| 1901 | 1906 | 1911 | 1921 | 1926 | 1931 | 1936 | 1946 | 1954 |
| ---- | ---- | ---- | ---- | ---- | ---- | ---- | ---- | ---- |
| 332  | 343  | 330  | 350  | 440  | 403  | 425  | 407  | 464  |

| 1962 | 1968 | 1975 | 1982 | 1990 | 1999 | 2006 | 2007 | 2012  |
| ---- | ---- | ---- | ---- | ---- | ---- | ---- | ---- | ----- |
| 511  | 595  | 525  | 793  | 806  | 945  | 944  | 944  | 1 097 |

| 2017  | 2022  | - | - | - | - | - | - | - |
| ----- | ----- | - | - | - | - | - | - | - |
| 1 042 | 1 111 | - | - | - | - | - | - | - |

#### Pyramide des âges
En 2018, le taux de personnes d'un âge inférieur à 30 ans s'élève à 36,4 %, soit en dessous de la moyenne départementale (38 %). À l'inverse, le taux de personnes d'âge supérieur à 60 ans est de 21,7 % la même année, au niveau communal et départemental.
En 2018, la commune comptait 514 hommes pour 527 femmes, soit un taux de 50,62 % de femmes, légèrement inférieur au taux départemental (51,32 %).
Les pyramides des âges de la commune et du département s'établissent comme suit.
| Hommes | Classe d’âge | Femmes |
| ------ | ------------ | ------ |
| 0,6    | 90 ou +      | 1,2    |
| 5,6    | 75-89 ans    | 6,0    |
| 14,6   | 60-74 ans    | 15,6   |
| 20,8   | 45-59 ans    | 20,6   |
| 21,4   | 30-44 ans    | 20,8   |
| 18,0   | 15-29 ans    | 15,1   |
| 19,1   | 0-14 ans     | 20,8   |

| Hommes | Classe d’âge | Femmes |
| ------ | ------------ | ------ |
| 0,6    | 90 ou +      | 1,4    |
| 6      | 75-89 ans    | 7,8    |
| 13,5   | 60-74 ans    | 14,8   |
| 20,7   | 45-59 ans    | 20,1   |
| 19,6   | 30-44 ans    | 19,9   |
| 18,5   | 15-29 ans    | 16,8   |
| 21,2   | 0-14 ans     | 19,2   |

### Associations
- La Nézelloise : association musicale.
- Pots âgés : association du potager conservatoire du parc Bellevues .
- La Chouette Intrépide : association d'art dramatique.

## Économie
- Agriculture.
  - La situation géographique des coteaux sud-ouest de Nézel amène à construire en 2020, chemin de la Paquière, un projet viticole à dimension locale de 2 500 pieds de chardonnay et 1 000 pieds de pinot noir pour élaborer un vin biologique[14].
- Commune résidentielle.

## Culture locale et patrimoine

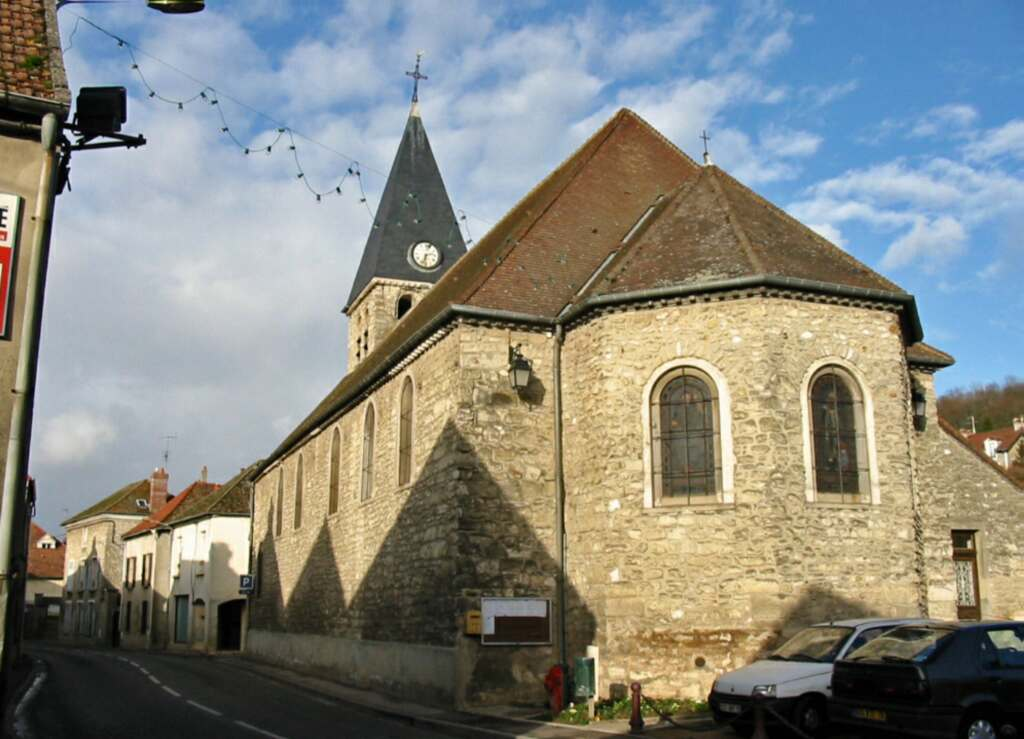
L'église Saint-Blaise.

### Lieux et monuments
- Église Saint-Blaise.

Église en pierre édifiée en 1546. Depuis 1884, le clocher renferme deux cloches fondues par Crouzet Hildebrand.
- Vieux pont.

Pont de pierre à deux arches, sur la Mauldre, construit en 1758 par Louis-Urbain-Aubert de Tourny, seigneur de la Falaise.
- Colombier, vestige du château de Nézel.
- Ancien moulin reconverti en logements.

### Héraldique
| Blason de Nézel | Blason  | D'or à deux barres de sinople, accompagnées de trois chausse-trapes d'azur posées en bande. |
| Blason de Nézel | Détails | Le statut officiel du blason reste à déterminer.                                            |

### Galerie

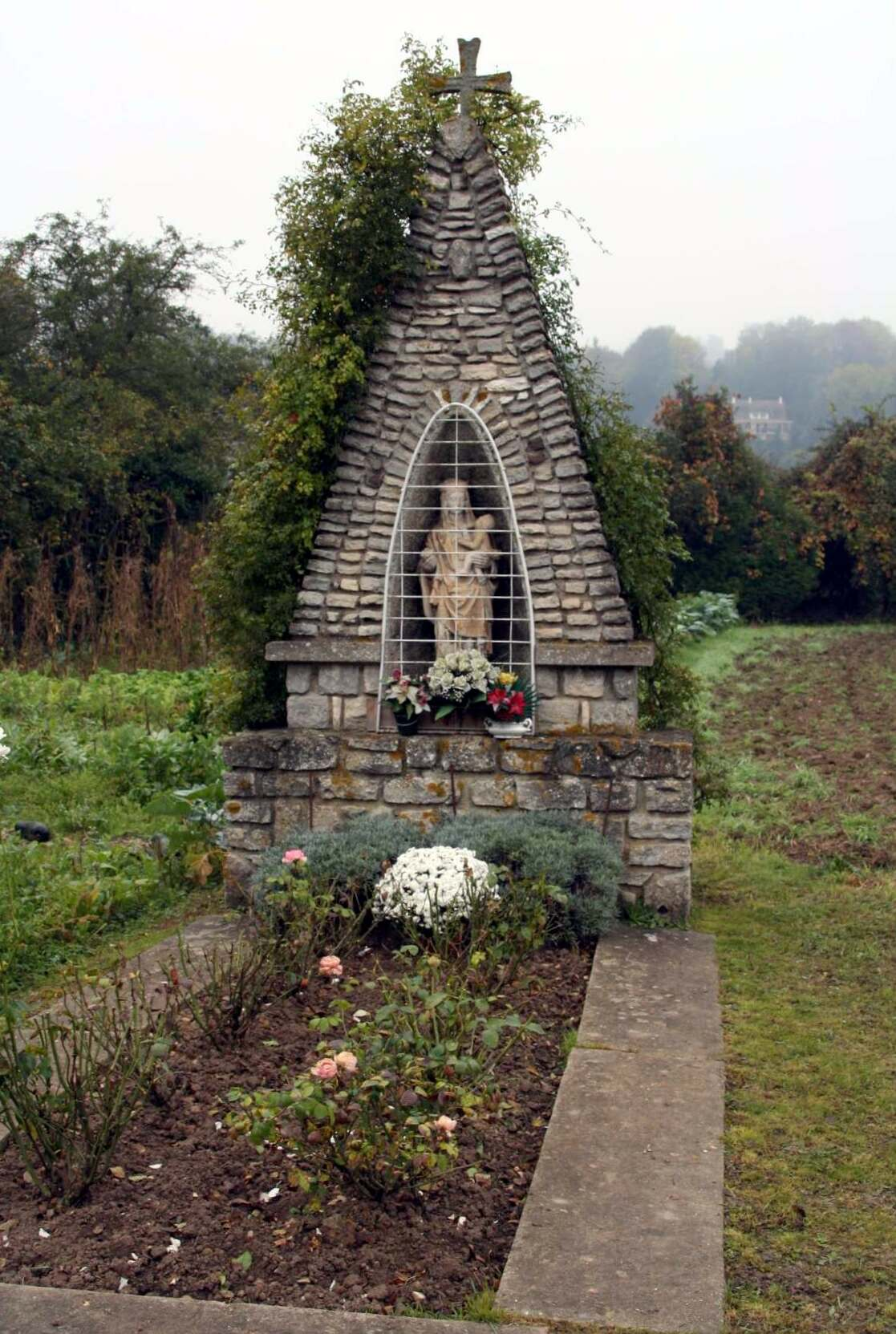
Oratoire.
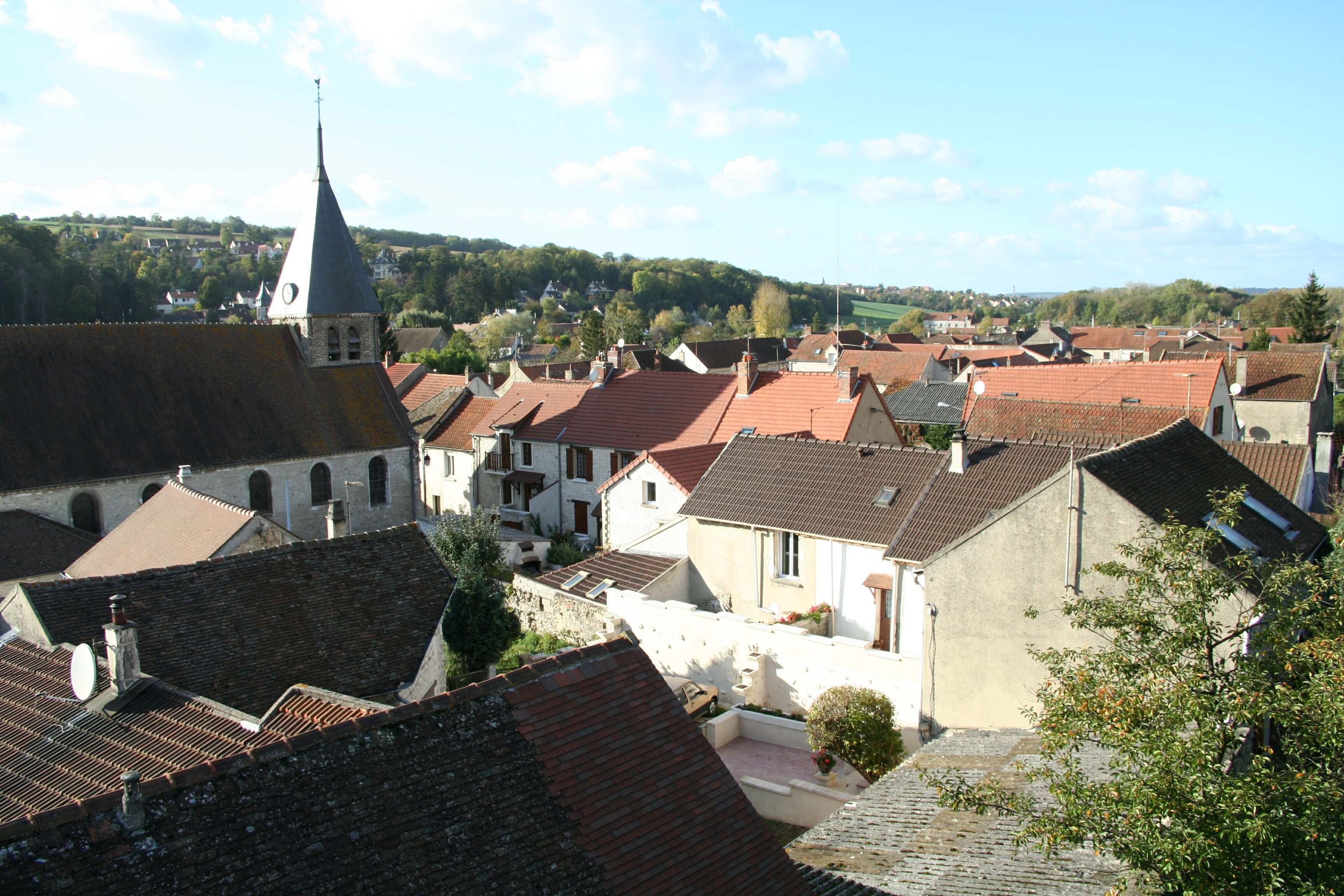
Nézel, vue de la passerelle du chemin de fer.
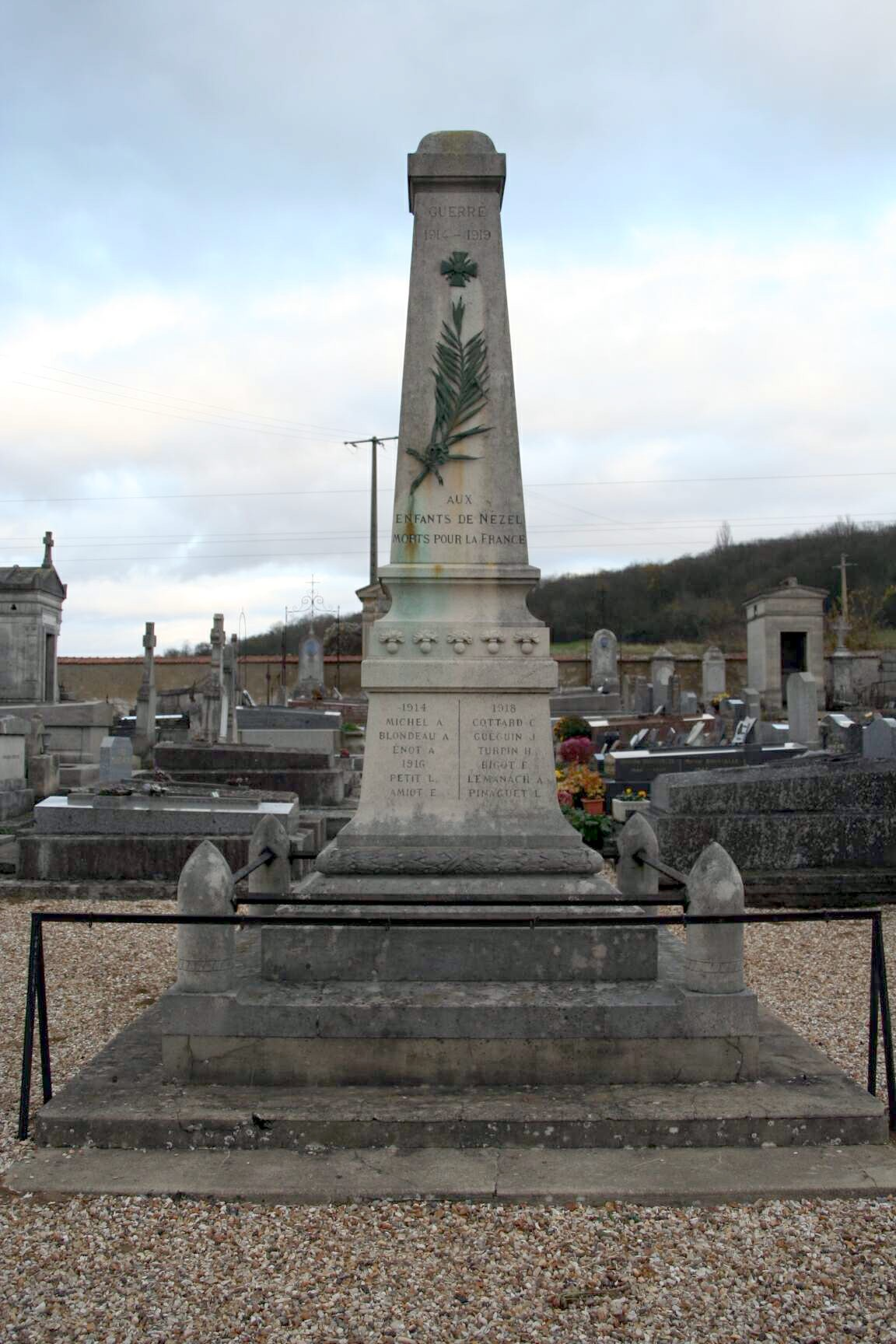
Le monument aux morts.
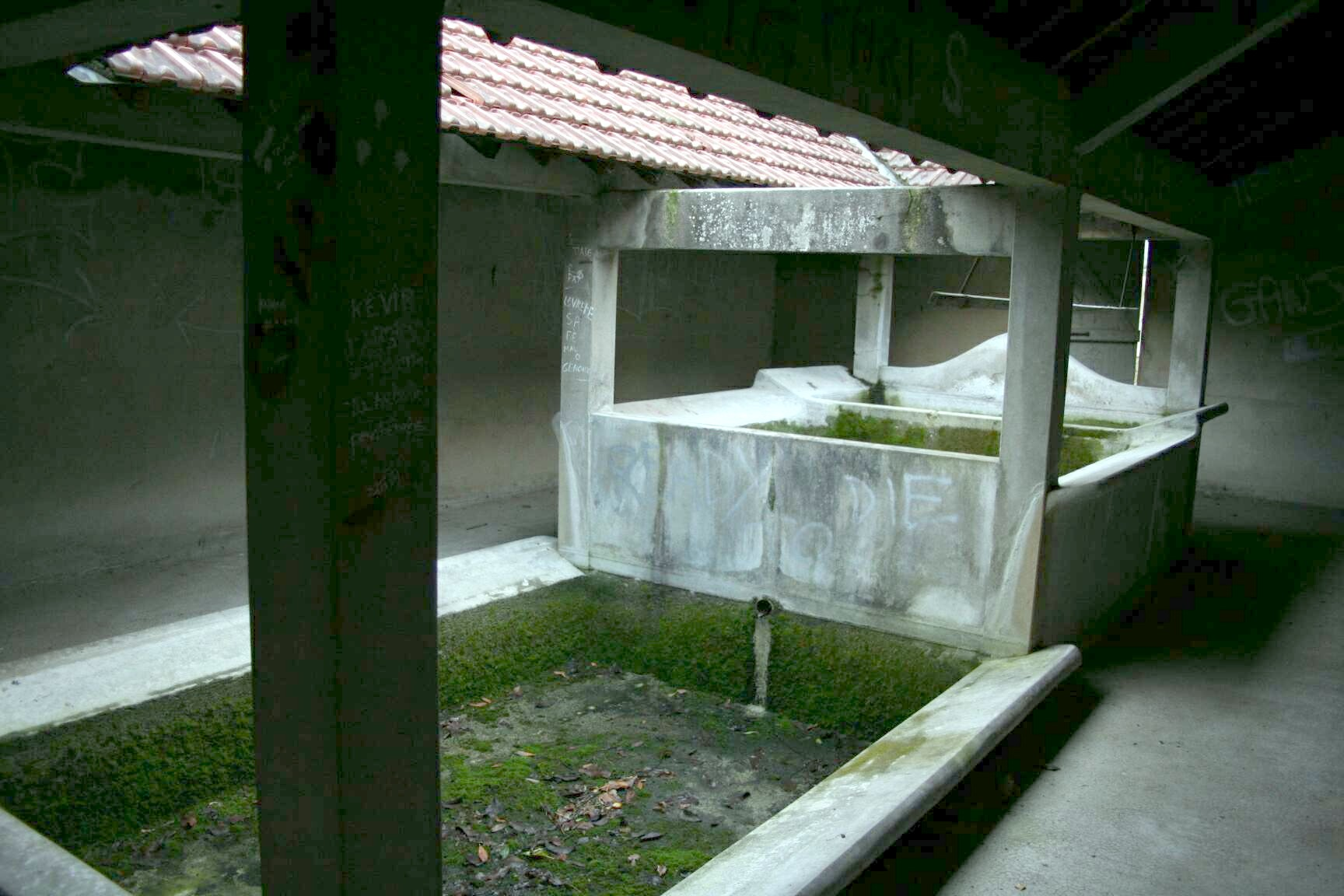
Le lavoir.